# Julius Vreden
Julius (Jules) Vreden is een Surinaams songwriter. Hij was in 1990 de winnaar van SuriPop met het lied Wi na wan. 

## Biografie
Julius Vreden is een zoon uit het tweede huwelijk van zijn moeder. Hij bezocht de mulo en de kaderschool.

### Muziekinstrumenten
Hij ontwikkelde een eensnarige harp die uitgebreid in de publiciteit is geweest. Die bestaat uit een gebogen stok met een snaar aan beide uiteinden. Voor de akoestiek is hieraan een kalebas bevestigd. Het instrument wordt bespeeld met een stok (ingi peri). Verder ontwierp hij nog een pistoolorgel, en kleding zonder ritsen, knopen of gestikte zomen.

### Wi na wan
Thuis in de badkamer zong hij een melodie, waarover zijn moeder vroeg welke dat was. Hij vertelde dat het de inleiding was van een lied waaraan hij werkte. Hij had het over een eenheidsgedachte. "Je kan Hindoestaans zingen, je mag Creools zingen, maar we zijn allemaal één," zei hij. Volgens zijn moeder vond iedereen hem in die dagen nogal gek. "Maar hij was niet gek, hij is knap als je het zo ziet ... Boeken zijn goed, maar wat God je heeft meegegeven, dat is hoger dan de universiteit." Het resultaat werd Wi na wan en in 1990 was hij met dit lied de winnaar van het componistenfestival SuriPop. Het werd toen gezongen door Kenneth Arias.
Wi na wan (Wij zijn een) is verbindend tussen Surinamers en bleef ook in de jaren erna tot de verbeelding spreken. In de tekst heeft hij verschillende talen uit Suriname verwerkt. Het tweede vers luidt: "Gebruik je verstand, het doet er niet meer toe van waar je kwam, we zijn allemaal één Surinamer'' (Allamala wi na wan, Srananman). In 2013 was dit het afsluitende lied tijdens de openingsceremonie van Carifesta XI in Paramaribo. In hetzelfde jaar belandde het op nummer 8 van de Top 38 Sranan poku's ter gelegenheid van 38 jaar Surinaamse onafhankelijkheid.

### Moeilijke tijden
Toen hij in 2014 bezoek kreeg van Marvin Moesan van het liefdadigheidsprogramma 1voor12, kende hij moeilijke tijden. Op de vraag of hij aan de drugs was geraakt, antwoordde hij door te zingen I have the right to remain silent. Zijn moeder vertelde zich wel eens opgewonden te hebben omdat er in de loop van de jaren zo weinig aandacht was voor haar zoon, terwijl Wi na wan zijn geestesproduct was. Hij zou niet om toestemming gevraagd zijn toen er een evenement met de titel Wi Na Wan was georganiseerd en hij zou nagenoeg niet de eer voor zijn lied hebben gehad. Wat zij pas later had ontdekt, was dat hij wel uitgenodigd was geweest, door zowel president Jules Wijdenbosch als later president Desi Bouterse. Als jongen was hij al een solist en hij was er niet op ingegaan. In het programma riep zijn moeder de president en de samenleving op om iets voor hem te doen en te voorkomen dat hij op het verkeerde pad zou terechtkomen.